# Exoprosopa pleskei
Exoprosopa pleskei är en tvåvingeart som beskrevs av Paramonov 1928. Exoprosopa pleskei ingår i släktet Exoprosopa och familjen svävflugor. Inga underarter finns listade i Catalogue of Life.